# Gerhard Rose

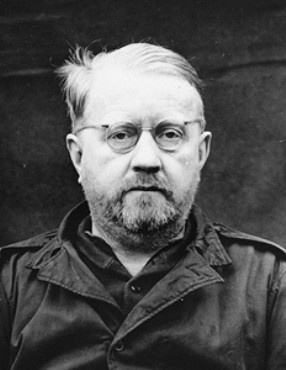
Gerhard Rose während der Nürnberger Prozesse 1946

Gerhard August Heinrich Rose (* 30. November 1896 in Danzig; † 13. Januar 1992 in Obernkirchen) war ein deutscher Tropenmediziner. In der Zeit des Nationalsozialismus war er Chef der Abteilung für Tropische Medizin am Robert Koch-Institut und Beratender Hygieniker beim Chef des Sanitätswesens der Luftwaffe. Wegen seiner Beteiligung an Menschenversuchen im Konzentrationslager Buchenwald wurde er im Nürnberger Ärzteprozess zu lebenslanger Haft verurteilt. Nach der Haftentlassung 1955 wurden Rose 1963 nach einem Disziplinarverfahren Pensionsansprüche als Beamter zugesprochen.

## Ausbildung und frühe Berufstätigkeit
Als Sohn eines Oberpostrates besuchte Gerhard Rose Gymnasien in Stettin, Düsseldorf, Bremen und Breslau. Nach dem Abitur begann er an der Kaiser-Wilhelms-Akademie für das militärärztliche Bildungswesen Medizin zu studieren. 1914 wurde er im Pépinière-Corps Saxonia aktiv. Er wechselte an die Friedrich-Wilhelms-Universität Berlin und die Schlesische Friedrich-Wilhelms-Universität Breslau. Rose bestand das Medizinische Staatsexamen am 15. November 1921 mit der Note „sehr gut“, erhielt die Approbation als Arzt am 16. Mai 1922 und promovierte am 20. November 1922 in Breslau über Entwicklungsstörungen am Knochen und am Zentralnervensystem in der Gegend des Atlanto-occipitalgelenks mit der Note „Magna cum laude“. Roses Ausbildung war dabei von 1914 bis 1918 durch die Teilnahme am Ersten Weltkrieg unterbrochen. 1921 beteiligte er sich als Angehöriger des Freikorps Roßbach nach eigener Darstellung an der „Abwehr des polnischen Einfalls in Oberschlesien“. 1922 gehörte er zu den Gründungsmitgliedern der Großdeutschen Arbeiterpartei, einer Tarnorganisation der zu diesem Zeitpunkt in Preußen verbotenen NSDAP.
In dem Zeitraum zwischen 1922 und 1926 war Rose als Assistenzarzt am Preußischen Institut für Infektionskrankheiten Robert Koch in Berlin, am Hygienischen Institut in Basel und am Anatomischen Institut der Universität Freiburg im Breisgau tätig. Nach widersprüchlichen Angaben führte er ab 1926 eine Privatpraxis in Heidelberg oder war als Assistent an der Chirurgischen Klinik der Ruprecht-Karls-Universität Heidelberg tätig.
Im Jahr 1929 verließ Rose Deutschland, um in China als ärztlicher Berater der Kuomintang-Regierung zu arbeiten. Im Dezember 1929 wurde er zum Direktor der Landesanstalt für das Gesundheitswesen in Chekiang ernannt, weiterhin war er Berater für das öffentliche Gesundheitswesen beim Innenminister von Chekiang. Roses Zeit in China war von umfangreichen Studienaufenthalten in Europa, Asien und Afrika unterbrochen. Zum 1. November 1930 trat Rose in die NSDAP ein (Mitgliedsnummer 346.161).
Im Vorfeld des Japanisch-Chinesischen Krieges kehrte Rose im September 1936 nach Deutschland zurück, wurde zum Professor ernannt und übernahm am 1. Oktober die Leitung der Abteilung für Tropenmedizin am Preußischen Institut für Infektionskrankheiten Robert Koch in Berlin. Im März 1938 stellte Rose einen Antrag zur Malariaforschung. Ab Sommersemester 1938 hielt Rose als Lehrbeauftragter der Medizinischen und Auslandswissenschaftlichen Fakultät an der Berliner Universität Vorlesungen und Übungen zu Tropenhygiene und Tropenmedizin. Am 1. Februar 1943 wurde Rose zum Vizepräsidenten des ab 1942 so genannten Robert Koch-Instituts ernannt.
1939 trat Rose in den Dienst des Sanitätswesens der Luftwaffe, im gleichen Jahr war er als Angehöriger der Legion Condor in Spanien. Im Jahr 1942 wurde er zum Beratenden Hygieniker und Tropenmediziner beim Sanitätswesen der Luftwaffe ernannt. Bei Kriegsende hatte Rose den Rang eines Generalarztes erreicht.
Im August 1942 heiratete Rose. Aus der Ehe ging ein Kind hervor.

## Malaria-Versuche in der Psychiatrie
Roses Vorgänger als Abteilungsleiter im Robert Koch-Institut war Claus Schilling. Rose setzte Schillings Malaria-Versuche fort, die vorwiegend an Psychiatriepatienten durchgeführt wurden. 1917 war es dem österreichischen Psychiater Julius Wagner-Jauregg gelungen, mit Hilfe von Malariaerregern Erfolge bei der Behandlung progressiver Paralyse zu erzielen. Eine derartige Malariatherapie wurde von Rose auch bei Schizophrenen angewandt.
Zwischen 1941 und 1942 testete Rose für die I.G. Farbenindustrie, Werk Leverkusen, neue Malariamittel. Malaria-Versuche unter der Beteiligung Roses sind für die sächsische Landes-Heil- und Pflegeanstalt Arnsdorf dokumentiert. Bis Juli 1942 wurden insgesamt 110 Patienten durch Mückenstiche infiziert. Bei einer ersten Versuchsreihe, in die 49 Personen einbezogen waren, kamen vier Menschen zu Tode. Die Versuche in Arnsdorf fielen in die Zeit der nationalsozialistischen Krankenmorde, der Aktion T4. Versuchspersonen wurden in andere Anstalten verlegt und dort getötet. Nach eigenen Angaben suchte Rose einen der Hauptorganisatoren der Aktion T4, Viktor Brack, auf und erreichte dessen Zusage, dass Versuchspersonen von den Verlegungen ausgenommen wurden. (Nach eigenen Angaben benutzte Rose 1942 zusätzlich Patienten der Anstalten Brandenburg-Görden und Eberswalde.)
Rose stand weiterhin mit seinem Vorgänger Claus Schilling in Verbindung, der ab Januar 1942 Menschenversuche im KZ Dachau durchführte, um einen Impfstoff gegen Malaria zu entwickeln. Er nahm im Oktober 1942 an der Tagung „Seenot“ (Ärztliche Fragen bei Seenot und Winternot) in Nürnberg teil, auf der u. a. von Versuchen aus Dachau berichtet wurde.

## Fleckfieber-Impfstoffversuche in Konzentrationslagern

Nürnberger Dokument NO-1186: Schreiben Roses an Joachim Mrugowsky mit der Bitte, im KZ Buchenwald weitere Versuche durchzuführen

Die Ghettoisierung der Juden und die Zustände in den Kriegsgefangenenlagern führten in den von Deutschen besetzten Gebieten im Osten zum Ausbruch von Fleckfieberepidemien. Als Hauptverbreiter des Fleckfiebers im Generalgouvernement wurden „die aus dem jüdischen Wohnbezirk Warschaus stammenden vagabundierenden Juden“ verantwortlich gemacht, so der am Warschauer Hygieneinstitut tätige Rudolf Wohlrab, mit dem Rose in Warschau zusammentraf. Durch Wehrmachtsurlauber und ins Deutsche Reich verschleppte Zwangsarbeiter breitete sich die Krankheit im Herbst 1941 auch im Reichsgebiet aus. Im Dezember 1941 fanden auf der Suche nach einem geeigneten Impfstoff mehrere Treffen zwischen Vertretern der Wehrmacht, von Herstellerfirmen und Vertretern des für Gesundheitsfragen zuständigen Reichsinnenministeriums statt. Da die Impfstoffe mehrerer Hersteller neu waren und über ihre Schutzwirkung noch keine Erfahrungen vorlagen, wurden Menschenversuche im KZ Buchenwald vereinbart, die im Januar 1942 begannen. Die Versuche unterstanden dem Hygieneinstitut der Waffen-SS unter Joachim Mrugowsky, vor Ort in Buchenwald war Erwin Ding-Schuler Versuchsleiter.
Am 17. März 1942 besuchte Rose gemeinsam mit Eugen Gildemeister die Versuchsstation im KZ Buchenwald. Zu diesem Zeitpunkt waren 150 Häftlinge mit Fleckfieber infiziert worden, bei 148 von ihnen wurde die Krankheit festgestellt. Insgesamt wurden an über 1000 Häftlingen in Buchenwald Versuche mit Fleckfieber durchgeführt, mindestens 250 von ihnen starben. Nach einem ärztlichen Gutachten, das 1957 erstellt wurde, litt ein Überlebender an völliger Kraftlosigkeit, Gedächtnisverlust, Tendenz zur Fettsucht, Angstzuständen, Schlaflosigkeit, hartnäckigen Kopfschmerzen, Schwindel, Verlust aller Haare und Impotenz.
Auf der 3. Arbeitstagung der Beratenden Ärzte der Wehrmacht hielt Ding-Schuler im Mai 1943 einen Vortrag unter dem Titel Über das Ergebnis der Prüfung verschiedener Fleckfieber-Vaccinen gegen das klassische Fleckfieber, in dem er – die Versuche unter dem Begriff Blitzableiter tarnend – deren Ergebnisse referierte. Rose, Teilnehmer der Tagung und über die Art der Menschenversuche unterrichtet, erhob vor der Versammlung Einspruch gegen die Art der Humanversuche. Nach späteren Angaben eines Anwesenden wurde „daraufhin zwischen den Teilnehmern der Sitzung leise getuschelt […], daß es sich hierbei wohl um Konzentrationslagerversuche gehandelt habe.“ Der Einspruch Roses wurde später unabhängig von den Tagungsteilnehmern durch Eugen Kogon bestätigt. Kogon war als Häftling der Arztschreiber Ding-Schulers, der in Buchenwald mehrfach seinen Unmut über die Intervention Roses kundtat.
Ungeachtet seines Protestes im Mai 1943 wandte sich Rose am 2. Dezember 1943 an Joachim Mrugowsky vom Hygiene-Institut der Waffen-SS mit der Bitte, im KZ Buchenwald eine weitere Versuchsreihe mit einem neuen Fleckfieberimpfstoff durchzuführen. Enno Lolling, Chef des Amtes D III (Sanitätswesen und Lagerhygiene) im Wirtschafts-Verwaltungshauptamt der SS, genehmigte am 14. Februar 1944 die Versuchsreihe, für die „30 geeignete Zigeuner“ nach Buchenwald überstellt werden sollten. Die Versuchsreihe wurde zwischen März und Juni 1944 durchgeführt, von den 26 infizierten Häftlingen starben sechs.
Nach späteren Angaben von Roses Vorgesetztem, Oskar Schröder, beaufsichtigte Rose Fleckfieberversuche, die der Ordinarius für Hygiene an der Reichsuniversität Straßburg, Eugen Haagen, im KZ Natzweiler vornahm. Haagen beklagte sich am 4. Oktober 1943 schriftlich bei Rose, dass ihm geeignete Häftlinge fehlten, um Infektionsversuche an Geimpften durchzuführen. Am 13. November 1943 überstellte das SS-Hauptamt Haagen 100 Häftlinge. Nach den Angaben in einem Schreiben Haagens an Rose vom 29. November starben auf dem Transport 18 Häftlinge. Von den Überlebenden waren nach den Angaben von Haagen zwölf für die Versuche geeignet, vorausgesetzt, sie würden über zwei bis drei Monate so ernährt, dass ihr Körperzustand dem von Soldaten entspreche. Rose antwortete Haagen am 13. Dezember: Er bat Haagen, auch im KZ Natzweiler den Impfstoff zu testen, zu dem – wie von Rose am 2. Dezember gewünscht – im KZ Buchenwald eine Versuchsreihe durchgeführt werden sollte.
Anfang 1944 wurde das von Rose ab Ende 1943 geleitete Institut für Wehrhygiene der Luftwaffe in der Landesheil- und Pflegeanstalt Pfafferode bei Mühlhausen angesiedelt. In der Anstalt Pfafferode, geleitet von Theodor Steinmeyer, wurden zu dieser Zeit Patienten in der zweiten Phase der nationalsozialistischen Krankenmorde, der Aktion Brandt, durch Nahrungsmittelentzug und die Überdosierung von Medikamenten ermordet. Das Institut war personell weitgehend identisch mit dem Robert Koch-Institut, die Mitarbeiter waren zur Luftwaffe eingezogen worden. Nach erhaltenen Organisationsplänen bestanden in Pfafferode Abteilungen unter anderem für Malariatherapie, für Schädlingsbiologie und für DDT-Präparate. An Patienten der Anstalt wurden vermutlich keine Malaria-Versuche durchgeführt.

## Angeklagter im Nürnberger Ärzteprozess

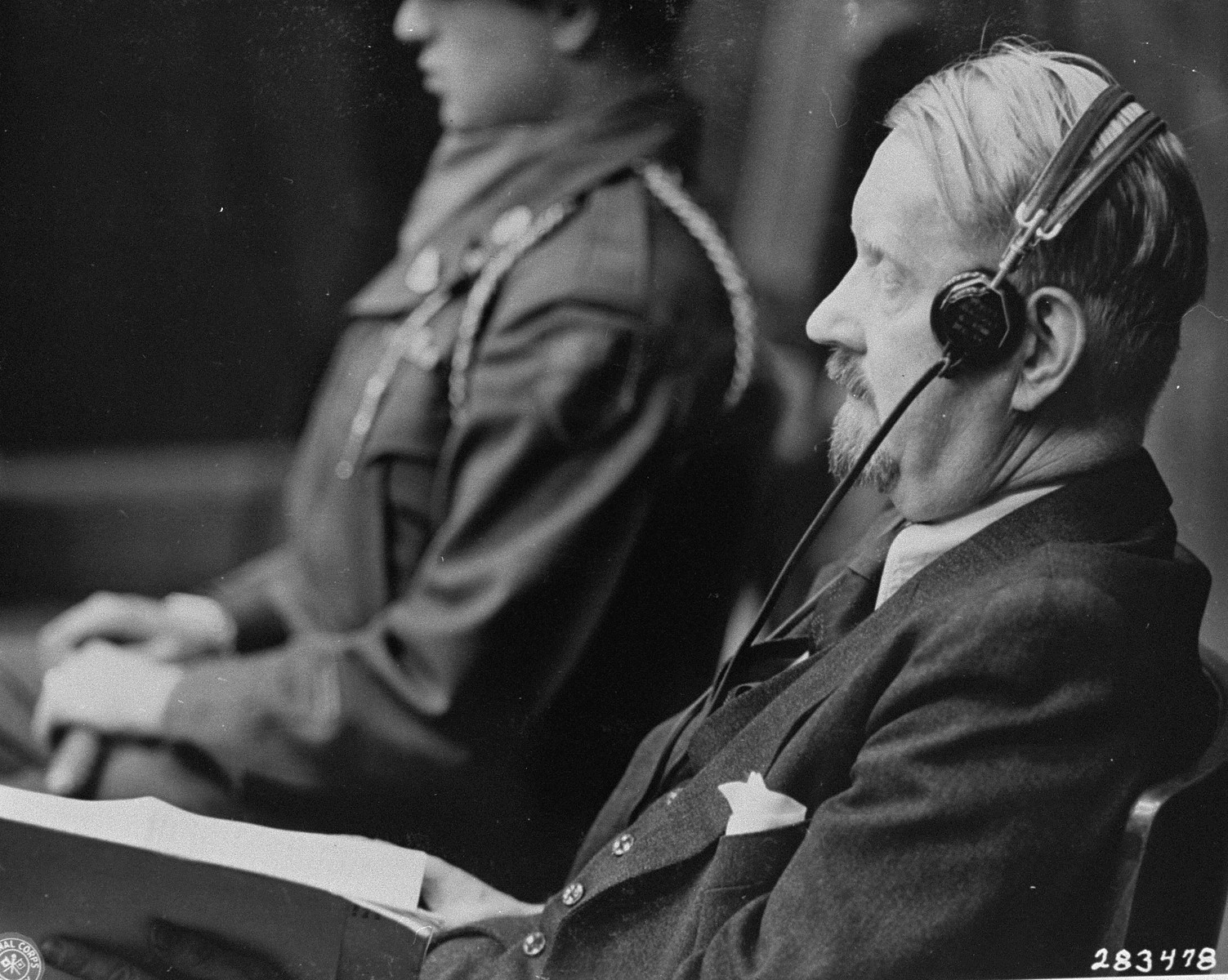
Gerhard Rose beim Nürnberger Ärzteprozess

Bei Kriegsende wurde Rose am 8. Mai 1945 von alliierten Truppen gefangen genommen.
Hinweise auf die Beteiligung von Ärzten der Luftwaffe an den Menschenversuchen in Konzentrationslagern ergaben sich im Nürnberger Prozess gegen die Hauptkriegsverbrecher. Angeklagt war hier auch Hermann Göring, der Oberbefehlshaber der Luftwaffe. Nach Ansicht des Medizinhistorikers Udo Benzenhöfer gingen die alliierten Ermittlungen dabei auch von den direkt an den Versuchen Beteiligten aus und stießen „durch Nachvollzug der Verantwortungskette zu den ranghöheren und ranghöchsten Angeklagten“ vor. Rose wurde ebenso wie sieben weitere Ärzte der Luftwaffe im Nürnberger Ärzteprozess angeklagt. Im Mittelpunkt der Anklage gegen Rose standen die Fleckfieberversuche in den Konzentrationslagern Buchenwald und Natzweiler. Den Vorwurf, auch an Experimenten mit epidemischer Gelbsucht im KZ Sachsenhausen beteiligt gewesen zu sein, ließ die Anklage fallen. Im Prozessverlauf wurde Rose zusätzlich vorgeworfen, die Malariaversuche Claus Schillings im KZ Dachau unterstützt zu haben, insbesondere durch die Zusendung von Anopheles-Mücken. Im Urteil fand dies keine Berücksichtigung, da diese Versuche nicht in der Anklageschrift gegen Rose erwähnt wurden.
Von den anderen Angeklagten unterschied sich Rose durch seine intellektuelle Art und seine umfassende medizinische Erfahrung. Gestützt auf seine internationalen Erfahrungen zog er in seiner Aussage zwischen dem 18. und 25. April 1947 zahlreiche Vergleiche zwischen den Versuchen in den deutschen Konzentrationslagern und Experimenten, die ausländische Forscher an Menschen durchgeführt hatten. So verwies Rose auf Experimente, die der amerikanische Tropenmediziner Richard Pearson Strong zur Erforschung der Beriberi-Krankheit in Manila an zum Tode Verurteilten durchgeführt hatte und bei denen ein Mensch starb. Er sei davon ausgegangen, dass die Versuche im KZ Buchenwald „an zum Tode verurteilten Verbrechern durchgeführt werden sollten.“ Dem widersprach der als Zeuge in Nürnberg geladene ehemalige Häftling Eugen Kogon (1903–1987): Nach ein oder zwei Versuchsreihen sei es unmöglich geworden, im KZ Buchenwald Freiwillige zu finden. Die Versuchspersonen seien von der Lagerführung beliebig ausgewählt worden, gleichermaßen aus den Gruppen der politischen Gefangenen, der Homosexuellen, der Berufsverbrecher und der Asozialen. Ihm sei kein einziger Fall bekannt, in dem ein Todesurteil bestanden habe. Während des Verhörs legte die Anklage als Beweisstück Roses Brief an Joachim Mrugowsky vom 2. Dezember 1943 vor, in dem Rose um eine weitere Versuchsreihe in Buchenwald bat. Rose verglich sich dann mit einem Juristen, der Gegner der Todesstrafe sei und sich in Fachkreisen und gegenüber der Regierung für deren Abschaffung einsetze: „Wenn ihm das nicht gelingt, so bleibt er da trotzdem in dem Beruf und in seiner Umgebung drin, und er kann sogar unter Umständen gezwungen sein, ein derartiges Todesurteil selbst auszusprechen, obwohl er grundsätzlich ein Gegner dieser Einrichtung ist.“
Am 19. August 1947 wurde Rose für schuldig befunden und zu einer lebenslangen Freiheitsstrafe verurteilt. In der Urteilsbegründung ging das Gericht davon aus, dass Rose anfänglich Bedenken gegen die Versuche in den Konzentrationslagern gehabt haben könne. Er habe die Bedenken jedoch überwunden und nahm dann wissentlich, aktiv und zustimmend am Versuchsprogramm teil. Gegen Rose liege überwältigendes Beweismaterial vor, so das Gericht. Das Kreuzverhör habe gezeigt, dass er sich selbst seiner Niedertracht bewusst gewesen sei. Weiter hieß es in der Urteilsbegründung:
 Der Gerichtshof entscheidet, daß der Angeklagte Rose ein Haupttäter und Mittäter war, anordnete, Vorschub leistete, seine Einwilligung gab zu und in Verbindung stand mit Plänen und Unternehmungen, die medizinische Versuche an Nicht-Deutschen ohne deren Einwilligung nach sich zogen, in deren Laufe Mordtaten, Brutalitäten, Grausamkeiten, Quälereien, Gräueltaten und andere unmenschliche Handlungen begangen wurden. Soweit diese verbrecherischen Handlungen nicht Kriegsverbrechen darstellten, waren sie Verbrechen gegen die Menschlichkeit.

## Strafvollzug und Kampagne zur Freilassung
Am 31. Januar 1951 wurde das Strafmaß durch den amerikanischen Hochkommissar John Jay McCloy auf fünfzehn Jahre Haft reduziert. Der Gefängnisdirektor hielt Rose für vertrauenswürdig und verlässlich, nannte ihn einen „Einzelgänger“ und bezeichnete seine Haltung gegenüber dem Anstaltspersonal und den Mitgefangenen als gleichermaßen ausgezeichnet. Hinsichtlich Roses Einstellung zu seiner Verurteilung hieß es: „Er fuehlt, dass er lediglich die Befehle seiner Vorgesetzten ausfuehrte und dass die Bestrafung zu schwer war.“ Die Haft habe „seine Verbitterung gegenueber seinen ehemaligen Vorgesetzten verstaerkt.“ Rose wurde am 3. Juni 1955 als Letzter der im Ärzteprozess zu Haftstrafen Verurteilten aus dem Kriegsverbrechergefängnis Landsberg entlassen.
Roses Haftzeit war von vielfältigen Bemühungen um seine vorzeitige Freilassung begleitet, in deren Zentrum Roses Ehefrau sowie Ernst Georg Nauck, Direktor des Hamburger Bernhard-Nocht-Instituts, standen. Am 29. September 1950 wandte sich die Freie Vereinigung deutscher Hygieniker und Mikrobiologen an John Jay McCloy mit der Bitte um Roses Freilassung: Seine großen beruflichen Erfahrungen und früheren Leistungen ließen erwarten, „daß er der Wissenschaft und Menschheit noch viele wertvolle Leistungen schenken wird, wenn er endlich, nach mehr als fünf und einem halben Jahr Haft seinem Berufe und seiner Arbeit wieder zurückgegeben wird.“ In der Hamburger Wochenzeitung Die Zeit erschien unter der Überschrift Zu Unrecht in Landsberg. Ein Wort für den Forscher und Arzt Gerhard Rose ein Artikel von Jan Molitor.
Ein Gnadengesuch vom 2. November 1953 begründete Rose zusätzlich zu seiner Argumentation im Ärzteprozess damit, dass die eigentlich Verantwortlichen für die Fleckfieberversuche bislang nicht zur Verantwortung gezogen und teilweise mittlerweile in den amerikanischen Regierungsdienst übernommen worden waren. Das Gnadengesuch wurde abgelehnt, da Rose keine vorzeitige Freilassung auf Ehrenwort nach dem amerikanischen Paroleverfahren beantragt hatte, obwohl dies seit dem 8. Mai 1950 möglich gewesen wäre. Nach dem „Paroleverfahren“ konnte unter Auflagen und Aufsicht eines Beamten ein Teil der Haftzeit außerhalb des Gefängnisses verbracht werden. Eine Verletzung der Auflagen konnte zur Rückführung ins Gefängnis führen. Obwohl formal kein Straferlass gnadenhalber, kam das „Paroleverfahren“ einem Gnadenakt gleich, soweit es in den 1950er Jahren Anwendung auf verurteilte deutsche Kriegsverbrecher fand. Aus Sicht Roses erhielt das „Paroleverfahren“ „in seiner Form sorgfältig die Fiktion der Behandlung als Krimineller aufrecht“ und war „zusätzlich durch politische Klauseln verschärft, die selbst dem Strafvollzug gegen den gemeinen Verbrecher in den Vereinigten Staaten von Nordamerika fremd sind.“

## Disziplinarverfahren
Nach der Freilassung betrieb Rose seine Rehabilitierung. Als sogenannte „131er“ konnten auch Beamte, die für den nationalsozialistischen Staat gearbeitet hatten, in der Bundesrepublik Deutschland als Beamte zugelassen werden. Wegen eines Dienstvergehens wurde im Mai 1956 gegen Rose ein Disziplinarverfahren eingeleitet, am 24. Oktober 1960 sprach ihn die Bundesdisziplinarkammer VII in Hamburg frei. Nach Ansicht der Disziplinarkammer habe das Verhalten Roses im Zweiten Weltkrieg nicht dazu beigetragen, dass das Ansehen Deutschlands in der Welt gelitten habe. Gleiches gelte auch für das Ansehen der deutschen Ärzte in der Welt: „Wenn die deutsche Ärzteschaft für sich in Anspruch nimmt, nicht in ihrer Gesamtheit die unmenschlichen Methoden des Nationalsozialismus gebilligt und gefördert zu haben, dann kann sie sich mit Recht auf den Beschuldigten berufen, der für die Wahrung des ärztlichen Ethos und einer humanen Gesinnung mannhaft eingetreten ist und zwar auch dann, wenn es für ihn mit einer persönlichen Gefahr verbunden war.“ Zu den vom Gericht als Zeugen gehörten Sachverständigen zählten Rudolf Wohlrab, der ab 1940 in Warschau Menschenversuche zu Fleckfieber unternommen hatte und in dieser Zeit mit Rose in Kontakt stand, sowie Ernst Georg Nauck, der sich für die vorzeitige Haftentlassung Roses engagiert hatte.

Nürnberger Dokument NO-265: Tagebuch der Fleckfieberstation im KZ Buchenwald, Seite 23

Die Verhandlungsführung der Disziplinarkammer stieß bei Alexander Mitscherlich auf Kritik. Mitscherlich war am 21. Oktober 1960 als Zeuge vernommen worden, da er die Dokumentensammlung Wissenschaft ohne Menschlichkeit zum Nürnberger Ärzteprozess herausgegeben hatte. Nach Mitscherlichs Angaben lag die Dokumentensammlung der Kammer nicht vor. Ihm, Mitscherlich, sei mindestens eine Viertelstunde die Aussage eines SS-Richters vorgehalten worden, in dem das KZ Buchenwald „als ein Ort äusserster Sauberkeit, gepflegter Gartenwege mit vielen Blumen, überhaupt denkbar grösster Ordnung“ beschrieben werde. Der Vorsitzende habe Mitscherlich erklärt, „dass er selbst im 3. Reich in der Justiz tätig gewesen sei und dass ihm niemals eine Auflage irgendwelcher Art, die ihn in seiner Freiheit beschränkt hätte, gemacht worden sei.“ Gegenüber dem hessischen Staatssekretär für Justiz, Erich Rosenthal-Pelldram, äußerte Mitscherlich seinen Eindruck, er habe sich „vor einem wohlgetarnten nationalsozialistischen Gerichtshof für die Publikation von ‚Wissenschaft ohne Menschlichkeit‘ zu verantworten“ gehabt und sprach von einem „Versuch, die Vergangenheit in geradezu phantastischer Weise mit Hilfe eines Gerichtsverfahrens umzulügen.“
Am 8. Januar 1962 hob der Bundesdisziplinarhof das Hamburger Urteil auf und verwies das Verfahren zur erneuten Verhandlung an die Bundesdisziplinarkammer X in Düsseldorf. Grund war die Ablehnung der Hamburger Kammer, das Tagebuch Erwin Ding-Schulers als Beweismittel beizuziehen. Das Tagebuch war bei der Befreiung Buchenwalds von Eugen Kogon, Häftling in Buchenwald und Arztschreiber Ding-Schulers, sichergestellt und den amerikanischen Truppen übergeben worden. Die Verteidiger im Ärzteprozess fochten die Verwendung des Tagebuchs als Beweismittel an, es belastete fünf der Angeklagten. Nach Untersuchungen von Schriftsachverständigen handelte es sich vermutlich nicht um ein von Tag zu Tag geführtes Buch, sondern um eine nachträgliche Reinschrift, deren Eintragungen von Ding-Schuler gegengezeichnet wurden. Die enthaltenen Angaben wurden im Ärzteprozess durch Aussagen und zahlreiche andere Dokumente bestätigt. Dem widersprechend behauptete der Funktionshäftling Arthur Dietzsch in Aussagen für die Verteidigung im Nürnberger Ärzteprozess, er habe das Tagebuch bei Kriegsende vernichtet. Dietzsch arbeitete eng mit Ding-Schuler zusammen und war selbst an den Fleckfieberversuchen in Buchenwald beteiligt. Dietzsch wurde im Buchenwald-Prozess angeklagt und zu 15 Jahren Haft verurteilt. Nach Angaben von Gerhard Rose war er zusammen mit Dietzsch im Landsberger Kriegsverbrechergefängnis inhaftiert. Dietzsch war im Hamburger Verfahren vernommen worden; die Disziplinarkammer hielt seine Aussagen für zuverlässig. Am 3. Oktober 1963 wurde Rose im Revisionsverfahren von der Düsseldorfer Disziplinarkammer freigesprochen. Hinsichtlich des Tagebuch Ding-Schulers hieß es im Urteil: „Die nunmehr gemachten Versuche, das Tagebuch zu erlangen, blieben erfolglos. Das Tagebuch ist nicht zu den Akten gekommen. Ein neuer Beweisantrag auf Beiziehung des Tagebuchs ist nicht gestellt worden.“ Mit der Rechtskraft des zweiten Urteils konnte Rose eine Pension aus seiner Tätigkeit als Beamter beziehen.

## Lebensabend
Nach der Haftentlassung 1955 nahm Rose 1958 eine Tätigkeit bei der Glashütte Heye auf. Er wurde Geschäftsführer der Flaschenfabrik in Obernkirchen, zudem saß er im Vorstand mehrerer Verbände der Glasindustrie. Als Mitglied der Stillen Hilfe engagierte er sich für verurteilte nationalsozialistische Straftäter.
Die Deutsche Gesellschaft für Wehrmedizin und Wehrpharmazie (DGWMP) zeichnete Rose im Juli 1977 mit der Paul-Schürmann-Medaille aus. In der Verleihungsurkunde steht, Rose habe „sich in hervorragendem Maße für Fragen der Wehrhygiene eingesetzt.“ Hervorgehoben wurden seine Tätigkeiten in China und im Zweiten Weltkrieg als beratender Hygieniker der Luftwaffe. Eine Würdigung Roses im Deutschen Ärzteblatt zum 80. Geburtstag nannte als Roses Forschungsschwerpunkte die Bekämpfung von Bilharziose, Pocken, Cholera, Pest, Fleckfieber, Rückfallfieber, epidemische Genickstarre und Wurmkrankheiten, Hepatitis epidemica, Malaria und Pappatacifieber. Dem Ärzteblatt zufolge war Rose 1964 wegen „erwiesener Unschuld“ freigesprochen worden. Die schönste und beste Auszeichnung für Rose sei „das Bewußtsein, für die Verletzten der Kriege, für die Bewohner von abgelegenen und seuchenbedrohten Gebieten immer „da“ gewesen zu sein“, so das Ärzteblatt.
Rose blieb bis an sein Lebensende um die Wiederherstellung seines Rufes bemüht. 1981 forderte er einen Hamburger Anwalt zu einer Unterlassungserklärung auf. Der Anwalt hatte zuvor in einem Leserbrief erklärt, Rose sei „durch seine Menschenversuche in der Nazi-Zeit“ bekannt geworden. 1989 wandte sich Rose an den Spiegel-Herausgeber Rudolf Augstein, da er sich durch eine Darstellung des Spiegels verleumdet fühlte. In dem Schreiben bezeichnete Rose das in Nürnberg vorgelegte Tagebuch Ding-Schulers als „Zweckfälschung“ und nannte Eugen Kogon einen „Berufszeugen“, dessen Lügen für jeden vernünftigen Menschen erkennbar seien. Zugleich warb er für die Dokumentation Der Fall Rose, die 1988 von der geschichtsrevisionistischen Zeitgeschichtlichen Forschungsstelle Ingolstadt erstellt worden war. Das im Mut-Verlag veröffentlichte Buch wollte nach Verlagsangaben einen Beitrag zur Aufklärung eines „Justizirrtums“ leisten und insbesondere der Dokumentation des Ärzteprozesses durch Alexander Mitscherlich entgegentreten.
Alexander Mitscherlich kam 1960 im Vorwort zur Neuauflage von Medizin ohne Menschlichkeit zu folgender Einschätzung von Rose und seiner Verteidigungsstrategie im Nürnberger Ärzteprozess:
Wo Strong gegen Elend und Tod von der Art einer Naturkatastrophe zu schützen suchte, operierten Forscher wie der Angeklagte Rose im Dickicht der unmenschlichen Methoden einer Diktatur für die Aufrechterhaltung ihrer Sinnlosigkeit. Es ist ganz einfach zu durchschauen, daß Vergleiche, wie der von Rose ausgesponnene, sophistische Verwirrung zum Zwecke seiner Verteidigung stiften sollten. Trotzdem ist es nicht gleichgültig, wie die Argumente der Entschuldigung lauten. Sie entstammten hier dem Erfahrungsschatz eines Forschers aus »normalen« Zeiten mit ihren Notständen, und er schreitet von da aus, ohne Markierungen der Grenzen zu beachten, in den Bereich der politischen Katastrophe weiter, als sei alles dasselbe. Die Motivation des Krieges, die brutalste Inhumanität seines Zieles, des planmäßigen Völkermordes, ist damit aus dem Spiel genommen. Es bleibt für jeden, der nicht genau dem Falschspiel folgt, der gemüthaft überzeugende Gedanke: die Besten der Nation sind in Gefahr, es ist besser, zum Tode verurteilte Verbrecher zu opfern als sie. […]

Nichts deutet bei Männern wie Rose auf einen Widerstand gegen das spezielle Kriegsziel, andere Völker nicht nur zu besiegen, sondern ihnen das Recht abzuerkennen, sich Menschen nennen zu dürfen. Durch nichts verrieten sie ein wahres Mitgefühl mit den »Besten der Nation«, denen nur geholfen werden konnte durch die rascheste Beendigung des Krieges. Niemand hätte sie wirklich dazu zwingen können, an wehrlosen Opfern des Terrorregimes zu experimentieren. Woran sie sich schließlich klammerten, ist ein Gespenst, das Gespenst ihrer Ehre, der Nachhall menschlicher Würde, die sie im Augenblick, in dem sie den Pakt mit dem Unmenschen schlossen, verloren hatten.